# Rhoumzou
Rhumzou (ou Houmoumsi, Humumsi, Oumoumsi, Rhumsi, Rhumzu, Roumzou) est une localité du Cameroun située dans le département du Mayo-Tsanaga et la Région de l'Extrême-Nord, à la frontière avec le Nigeria, dans les monts Mandara, sur la route qui relie Mokolo à Bourrha. Elle fait partie de la commune de Mogodé et du canton de Mogodé rural.

## Population

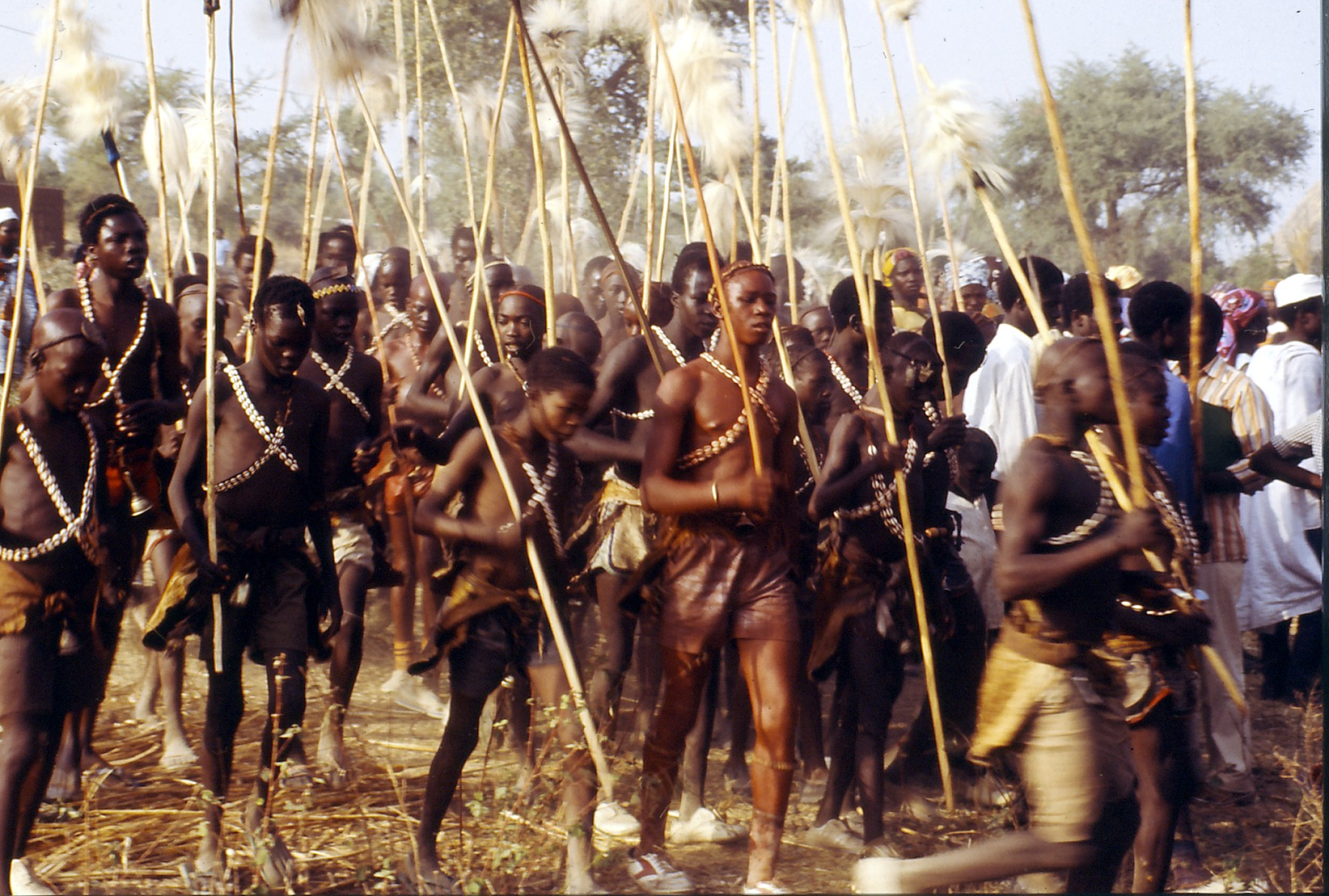
Jeunes initiés kapsiki à Rumsu (1995).

En 1966-1967, Rhumzou comptait 1 640 habitants, pour la plupart des Kapsiki.
Lors du recensement de 2005, elle en comptait 7 209.

## Infrastructures et activités
La localité dispose d'un marché hebdomadaire régional le dimanche et d'un marché d'arachide, ainsi que deux écoles catholique, un lycée cycle complet créé depuis 2010, un CETIC, trois écoles publique d'application .
Elle est réputée pour l'activité des potières et des tisserands, signalée depuis l'époque coloniale, et sa mise en scène contribue à l'attractivité touristique de la destination.
Une fête du taureau, accompagnée de l'immolation rituelle d'un bœuf kapsiki, y est organisée.